# Власаница
Власаница је насеље у Србији у општини Владимирци у Мачванском округу. Према попису из 2022. било је 334 становника. До 2008. године насеље је имало званичан назив Власеница.

## Галерија
- Зграда МЗ и задруге
- Сеоско домаћинство
- Сеоско домаћинство
- Сеоско домаћинство
- Сеоско домаћинство

## Демографија
У насељу Власаница живи 390 пунолетних становника, а просечна старост становништва износи 41,7 година (40,5 код мушкараца и 43,0 код жена). У насељу има 140 домаћинстава, а просечан број чланова по домаћинству је 3,44.
Ово насеље је великим делом насељено Србима (према попису из 2002. године), а у последња три пописа, примећен је пад у броју становника.
|  |

| Демографија | Демографија | Демографија |
| Година      | Становника  | Становника  |
| ----------- | ----------- | ----------- |
| 1948.       | 734         |             |
| 1953.       | 731         |             |
| 1961.       | 687         |             |
| 1971.       | 630         |             |
| 1981.       | 597         |             |
| 1991.       | 524         | 507         |
| 2002.       | 482         | 522         |

| Етнички састав према попису из 2002.‍ | Етнички састав према попису из 2002.‍ | Етнички састав према попису из 2002.‍ | Етнички састав према попису из 2002.‍ | Етнички састав према попису из 2002.‍ |
| ------------------------------------ | ------------------------------------ | ------------------------------------ | ------------------------------------ | ------------------------------------ |
|                                      |                                      |                                      |                                      |                                      |
| Срби                                 | Срби                                 |                                      | 472                                  | 97,92%                               |
| Роми                                 | Роми                                 |                                      | 3                                    | 0,62%                                |
| Југословени                          | Југословени                          |                                      | 2                                    | 0,41%                                |
| Украјинци                            | Украјинци                            |                                      | 1                                    | 0,20%                                |
| Румуни                               | Румуни                               |                                      | 1                                    | 0,20%                                |
| Македонци                            | Македонци                            |                                      | 1                                    | 0,20%                                |
| непознато                            | непознато                            |                                      | 2                                    | 0,41%                                |

| Година пописа     | 1948. | 1953. | 1961. | 1971. | 1981. | 1991. | 2002. |
| ----------------- | ----- | ----- | ----- | ----- | ----- | ----- | ----- |
| Број домаћинстава | 131   | 136   | 154   | 159   | 168   | 146   | 140   |

| Број чланова      | 1  | 2  | 3  | 4  | 5  | 6  | 7 | 8 | 9 | 10 и више | Просек |
| ----------------- | -- | -- | -- | -- | -- | -- | - | - | - | --------- | ------ |
| Број домаћинстава | 31 | 25 | 22 | 17 | 19 | 16 | 6 | 3 | 0 | 1         | 3,44   |

| Пол    | Укупно | Неожењен/Неудата | Ожењен/Удата | Удовац/Удовица | Разведен/Разведена | Непознато |
| ------ | ------ | ---------------- | ------------ | -------------- | ------------------ | --------- |
| Мушки  | 208    | 64               | 123          | 15             | 6                  | 0         |
| Женски | 197    | 33               | 120          | 40             | 2                  | 2         |
| УКУПНО | 405    | 97               | 243          | 55             | 8                  | 2         |

| Пол    | Укупно                    | Пољопривреда, лов и шумарство | Рибарство                            | Вађење руде и камена | Прерађивачка индустрија       |
| ------ | ------------------------- | ----------------------------- | ------------------------------------ | -------------------- | ----------------------------- |
| Мушки  | 145                       | 116                           | 0                                    | 0                    | 10                            |
| Женски | 105                       | 94                            | 0                                    | 0                    | 4                             |
| УКУПНО | 250                       | 210                           | 0                                    | 0                    | 14                            |
| Пол    | Производња и снабдевање   | Грађевинарство                | Трговина                             | Хотели и ресторани   | Саобраћај, складиштење и везе |
| Мушки  | 4                         | 2                             | 7                                    | 1                    | 4                             |
| Женски | 0                         | 0                             | 4                                    | 0                    | 0                             |
| УКУПНО | 4                         | 2                             | 11                                   | 1                    | 4                             |
| Пол    | Финансијско посредовање   | Некретнине                    | Државна управа и одбрана             | Образовање           | Здравствени и социјални рад   |
| Мушки  | 0                         | 0                             | 0                                    | 0                    | 1                             |
| Женски | 0                         | 0                             | 1                                    | 1                    | 1                             |
| УКУПНО | 0                         | 0                             | 1                                    | 1                    | 2                             |
| Пол    | Остале услужне активности | Приватна домаћинства          | Екстериторијалне организације и тела | Непознато            | Непознато                     |
| Мушки  | 0                         | 0                             | 0                                    | 0                    | 0                             |
| Женски | 0                         | 0                             | 0                                    | 0                    | 0                             |
| УКУПНО | 0                         | 0                             | 0                                    | 0                    | 0                             |